# زئيف هيرزوغ
زئيف هيرزوغ (بالعبرية: זאב הרצוג‏) هو عالم إنسان إسرائيلي، ولد في 1941.